# Julien Pacotte
 (juillet 2024).
Julien Pacotte est un physicien, écrivain scientifique et philosophe des sciences belge, né au XIXe siècle et mort au XXe siècle.

## Biographie
En 1934, Pacotte publie La Connaissance : Mathématique, Technique, Humanisme, Métaphysique chez Félix Alcan.
En 1935, Pacotte publie avec Julius R. Weinberg La logique et l'empirisme intégral chez Hermann
En 1936, il introduit le concept de réseau en arbre, qui est toutefois différent du concept moderne ; en s'appuyant sur les notions de la géométrie projective, Pacotte pense pouvoir reconstruire les mathématiques par l'application de "son" réseau en arbre, aussi appelé "réseau de Pacotte".

## Œuvres
- La physique théorique nouvelle, Gauthiers-Villars, 1922[6]
- La pensée mathématique contemporaine, Alcan, 1925[7]
- Les méthodes nouvelles en analyse quantique : (mécanique quantique, mécanique ondulatoire), Albert Blanchard, 1929[8]
- La Connaissance : Mathématique, Technique, Humanisme, Métaphysique, Alcan, 1934[2]
- (Avec Julius R. Weinberg) La logique et l'empirisme intégral, Hermann, 1935[3]
- Le réseau arborescent, schème primordial de la pensée, Hermann, 1936[9]
- Le physicalisme dans le cadre de l'empirisme intégral, Hermann, 1936[10]
- L'espace hermitien quantique, Hermann, 1938[11]
- Le champ pétrographique (les concepts fondamentaux de la science structurale des corps), Hermann, 1939[12]